# Лінія Маннергейма (гурт)
«Лінія Маннергейма» — український рок-гурт із Харкова, що виник 2017 року. Фронтменом гурту є Сергій Жадан.

## Історія
Гурт було створено 2017 року, до нього увійшли Сергій Жадан, учасник гурту «Жадан і Собаки» Євген Турчинов, а також колишні учасники гурту «Оркестр Че», який розпався 2016 року, — Олег Каданов та Дмитро Зінченко. Перший концерт відіграли в Ізюмі на площі Леннона 16 лютого 2017 року. 18—19 серпня того ж року в Іванівці відбувся другий літературно-музичний фестиваль «Дорога на Схід», у якому взяли участь близько 20 виконавців із Донбасу та Слобожанщини. Гурт «Лінія Маннергейма» став хедлайнером цього фестивалю.
26 лютого 2018 року гурт презентував дебютний мініальбом «Де твоя лінія?». Альбом було випущено у цифровому вигляді. Тексти до пісень написав Сергій Жадан, музику — Олег Каданов та Євген Турчинов.

## Склад гурту
- Сергій Жадан — вокал, тексти
- Олег Каданов — вокал, гітара, музика
- Євген Турчинов — вокал, гітара, музика

Сесійні учасники
- Дмитро Зінченко — барабани, бас, синтезатор, гітара
- Дмитро Чирик — концертна звукорежисура

## Дискографія

### Альбоми
- 2020 — «Конфіскат»

### Мініальбоми
- 2018 — «Де твоя лінія?»
- 2018 — «Бої без правил»
- 2021 — «Зима/Сніг»